# Finlandia en los Juegos Olímpicos de Grenoble 1968
Finlandia estuvo representada en los Juegos Olímpicos de Grenoble 1968 por un total de 52 deportistas que compitieron en 7 deportes.  
El portador de la bandera en la ceremonia de apertura fue el saltador en esquí Veikko Kankkonen.

## Medallistas
El equipo olímpico finlandés obtuvo las siguientes medallas:
| Nombre                                                         | Deporte               | Competición |
| -------------------------------------------------------------- | --------------------- | ----------- |
| Oro                                                            |                       |             |
| Kaija Mustonen                                                 | Patinaje de velocidad | 1500 m F    |
| Plata                                                          |                       |             |
| Eero Mäntyranta                                                | Esquí de fondo        | 15 km M     |
| Kaija Mustonen                                                 | Patinaje de velocidad | 3000 m F    |
| Bronce                                                         |                       |             |
| Eero Mäntyranta                                                | Esquí de fondo        | 30 km M     |
| Kalevi Laurila Eero Mäntyranta Kalevi Oikarainen Hannu Taipale | Esquí de fondo        | 4 × 10 km M |